# Équipe d'Allemagne olympique de football
L'équipe d'Allemagne olympique de football  représente l'Allemagne dans les compétitions de football liées aux Jeux olympiques d'été, où sont conviés les joueurs de moins de 23 ans.

## Histoire
L'équipe olympique est active depuis 1908 et dispute pour la première fois les Jeux olympiques en 1912. La compétition est d'abord réservée aux amateurs. L'Allemagne n'organisant pas de championnat de professionnel jusqu'à la Seconde Guerre mondiale, le pays peut envoyer aux JO les joueurs de sa sélection A.

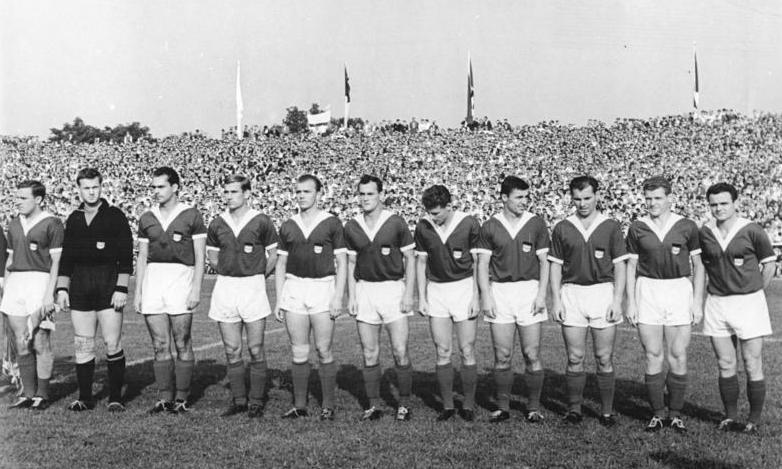
L'équipe unifiée d'Allemagne en 1964.

Après la guerre, l'Allemagne est séparée en deux pays indépendants. Le CIO ne reconnait alors qu'un seul comité olympique allemand, celui de RFA. Un accord est finalement trouvé entre le CIO, la RFA et la RDA afin que les Allemands de l'Est puissent participer aux Jeux olympiques. Une équipe unifiée d'Allemagne est ainsi présentée aux Jeux olympiques de 1956, 1960 et 1964. En 1964, l'équipe de football est en pratique composée de joueurs de RDA. Elle élimine en quart de finale la Yougoslavie, finaliste des quatre derniers tournois olympiques, et remporte finalement la médaille de bronze. 
À partir de 1968, les deux Allemagnes retrouvent leur indépendance aux jeux olympiques et une équipe olympique de RDA voit le jour. L'Allemagne de l'Ouest présente de son côté sa propre délégation composée de joueurs amateurs, qui ne connait pas le même succès que son alter ego professionnelle. Dans les années 1980, les règles sont assouplies par le CIO. L'Allemagne de Jürgen Klinsmann remporte une nouvelle médaille de bronze en 1988, après s’être incliné face au Brésil aux tirs au but.
Depuis 1992 le tournoi est réservé aux équipes de moins de 23 ans et l'Allemagne a dû attendre l'édition 2016 pour retrouver la phase finale du tournoi olympique. Elle y obtient du reste le meilleur résultat de son histoire en décrochant la médaille d'argent après s'être inclinée aux tirs au but en finale face l'hôte brésilien (1-1 a.p. 5 tab 4).

## Palmarès
- Finaliste des Jeux olympiques en 2016.
- 3e en 1964 et 1988.

## Parcours lors des Jeux olympiques
Depuis les Jeux olympiques d'été de 1992, le tournoi est joué par des joueurs de moins de 23 ans .
| Football aux Jeux olympiques | Football aux Jeux olympiques | Football aux Jeux olympiques | Football aux Jeux olympiques | Football aux Jeux olympiques | Football aux Jeux olympiques | Football aux Jeux olympiques | Football aux Jeux olympiques | Football aux Jeux olympiques |
| Année                        | Tour                         | Classement                   | J                            | G                            | N                            | P                            | Bp                           | Bc                           |
| ---------------------------- | ---------------------------- | ---------------------------- | ---------------------------- | ---------------------------- | ---------------------------- | ---------------------------- | ---------------------------- | ---------------------------- |
| 1896                         | Pas de Tournoi               | -                            | -                            | -                            | -                            | -                            | -                            | -                            |
| 1900                         | Non participant              | -                            | -                            | -                            | -                            | -                            | -                            | -                            |
| 1904                         | Non participant              | -                            | -                            | -                            | -                            | -                            | -                            | -                            |
| 1908                         | Non participant              | -                            | -                            | -                            | -                            | -                            | -                            | -                            |
| 1912                         | 1er tour                     | 7e                           | 3                            | 1                            | 0                            | 2                            | 18                           | 10                           |
| 1920                         | Non participant              | -                            | -                            | -                            | -                            | -                            | -                            | -                            |
| 1924                         | Non participant              | -                            | -                            | -                            | -                            | -                            | -                            | -                            |
| 1928                         | Quart de finale              | 5e                           | 2                            | 1                            | 0                            | 1                            | 5                            | 4                            |
| 1932                         | Pas de Tournoi               | -                            | -                            | -                            | -                            | -                            | -                            | -                            |
| 1936                         | Quart de finale              | 5e                           | 2                            | 1                            | 0                            | 1                            | 2                            | 9                            |
| 1948                         | Non participant              | -                            | -                            | -                            | -                            | -                            | -                            | -                            |
| 1952                         | Demi-finale                  | 4e                           | 4                            | 2                            | 0                            | 2                            | 8                            | 8                            |
| 1956                         | 1er tour                     | 9e                           | 1                            | 0                            | 0                            | 1                            | 1                            | 2                            |
| 1960                         | Non qualifiée                | -                            | -                            | -                            | -                            | -                            | -                            | -                            |
| 1964                         | Demi-finale                  | 3e                           | 6                            | 4                            | 1                            | 1                            | 12                           | 4                            |
| 1968                         | Non qualifiée                | -                            | -                            | -                            | -                            | -                            | -                            | -                            |
| 1972                         | 2e tour                      | 5e                           | 6                            | 3                            | 1                            | 2                            | 17                           | 8                            |
| 1976                         | Non qualifiée                | -                            | -                            | -                            | -                            | -                            | -                            | -                            |
| 1980                         | Non qualifiée                | -                            | -                            | -                            | -                            | -                            | -                            | -                            |
| 1984                         | Quart de finale              | 5e                           | 4                            | 2                            | 0                            | 2                            | 10                           | 6                            |
| 1988                         | Demi-finale                  | 3e                           | 6                            | 4                            | 0                            | 2                            | 16                           | 4                            |
| 1992                         | Non qualifiée                | -                            | -                            | -                            | -                            | -                            | -                            | -                            |
| 1996                         | Non qualifiée                | -                            | -                            | -                            | -                            | -                            | -                            | -                            |
| 2000                         | Non qualifiée                | -                            | -                            | -                            | -                            | -                            | -                            | -                            |
| 2004                         | Non qualifiée                | -                            | -                            | -                            | -                            | -                            | -                            | -                            |
| 2008                         | Non qualifiée                | -                            | -                            | -                            | -                            | -                            | -                            | -                            |
| 2012                         | Non qualifiée                | -                            | -                            | -                            | -                            | -                            | -                            | -                            |
| 2016                         | Finale                       | 2e                           | 6                            | 3                            | 3                            | 0                            | 22                           | 6                            |
| 2020                         | 1er tour                     | 9e                           | 3                            | 1                            | 1                            | 1                            | 6                            | 7                            |
| 2024                         | Non qualifiée                | -                            | -                            | -                            | -                            | -                            | -                            | -                            |
| 2028                         | À venir                      | -                            | -                            | -                            | -                            | -                            | -                            | -                            |
| 2032                         | À venir                      | -                            | -                            | -                            | -                            | -                            | -                            | -                            |
| Total                        | 11/28                        | 3 médailles                  | 43                           | 22                           | 6                            | 15                           | 117                          | 68                           |